# عزاداری خوب
عزاداری خوب (به انگلیسی: Good Mourning) یک فیلم کمدی و عاشقانه آمریکایی محصول سال ۲۰۲۲ به کارگردانی، تهیه کنندگی، نویسندگی و با بازی مشین گان کلی و ماد سان است. همچنین زک ویلا و گاتا به همراه بکی جی، مگان فاکس و داو کامرون در این فیلم بازی می‌کنند. این فیلم در ۲۰ می ۲۰۲۲ منتشر شد.

## داستان
لندن کلش (با بازی گان کلی) را دنبال می‌کند، ستاره‌ای که دنیایش زیر و رو می‌شود، زمانی که باید بین دنبال کردن عشق واقعی خود و رسیدن به نقشی متحول کننده زندگی در یک فیلم سینمایی اصلی یکی را انتخاب کند…

## بازخوردها
در جمع‌آوری نقد راتن تومیتوز این فیلم دارای امتیاز ۰٪ بر اساس بررسی‌های ۷ منتقد است.

## گیشه
در ایالات متحده و کانادا، این فیلم ۱۶٫۰۱۰ دلار از ۲۸ سینما در آخر هفته افتتاحیه خود به دست آورد. در مجموع این فیلم ۲۱٫۳۴۸ دلار فروخته‌است.